# داولوس
داولوس (به لاتین: Davlos) یک منطقهٔ مسکونی در قبرس شمالی است که در ناحیه اسکله واقع شده‌است. داولوس ۳۸۹ نفر جمعیت دارد.